# MV Agusta 250 B

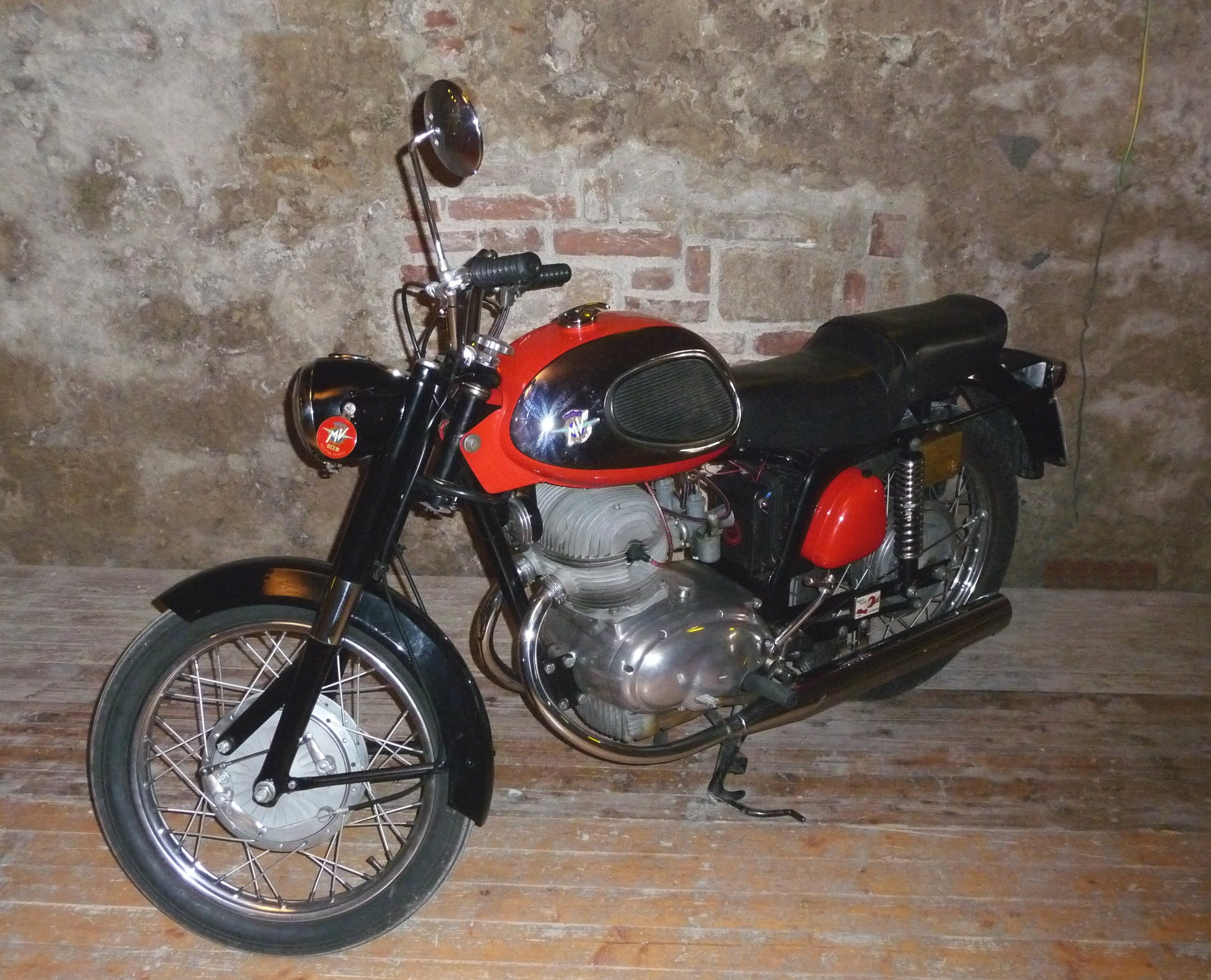
MV Agusta 250B del 1969

La 250 B è una motocicletta costruita dalla MV Agusta dal 1968 al 1971.
Moto dalla linea aggraziata, aspetto estremamente solido pur nell'armonia delle sue linee, caratterizzata da un sellone a “due piani”. 
Riesce a conciliare comfort ed eleganza con le prestazioni sportive di tutto rispetto per l'epoca, raggiungendo i 135 km/h. Velocità massima, notevole accelerazione e stabilità superiore al comune la rendono molto interessante per tutti quegli utenti sportivi che non possono ancora permettersi la spesa di una grossa moto. Il suo costo iniziale è di 320.000 Lire.
Nonostante tutto è poco fortunata, sarà la base della 350 che presto la sostituirà riscuotendo un miglior successo.